# Suarezia heterodoxa
Suarezia heterodoxa is een pissebed uit de familie Scleropactidae. De wetenschappelijke naam van de soort is voor het eerst geldig gepubliceerd in 1895 door Dollfus.